# Élections législatives de 1877 dans l'Hérault
Les élections législatives de 1877 ont eu lieu le 14 octobre.

## Députés élus
|   | Circonscription    | Député sortant   |  | Groupe parlementaire | Député élu         |  | Groupe parlementaire   |
| - | ------------------ | ---------------- |  | -------------------- | ------------------ |  | ---------------------- |
| 1 | 1re de Béziers     | Émile Vernhes    |  | Extrême gauche       | Émile Vernhes      |  | Extrême gauche         |
| 2 | 2e de Béziers      | Paul Devès       |  | Gauche républicaine  | Paul Devès         |  | Gauche républicaine    |
| 3 | Lodève             | Léon Vitalis     |  | Centre droit         | Léon Vitalis       |  | Centre constitutionnel |
| 4 | 1re de Montpellier | Albert Castelnau |  | Union républicaine   | Paul Ménard-Dorian |  | Extrême gauche         |
| 5 | 2e de Montpellier  | Eugène Lisbonne  |  | Union républicaine   | Eugène Lisbonne    |  | Union républicaine     |
| 6 | Saint-Pons         | Joseph Fourcade  |  | Centre droit         | Joseph Fourcade    |  | Centre constitutionnel |

## Résultats à l'échelle du département
| Partis         | Partis                             | Premier tour | Premier tour | Sièges |
| Partis         | Partis                             | Voix         | %            | Sièges |
| -------------- | ---------------------------------- | ------------ | ------------ | ------ |
|                | Républicains intransigeants        | 22 329       | 20,74        | 2      |
|                | Républicains radicaux              | 19 189       | 17,83        | 1      |
|                | Légitimistes                       | 17 666       | 16,41        | 0      |
|                | Bonapartistes                      | 17 368       | 16,14        | 0      |
|                | Orléanistes                        | 13 887       | 12,90        | 2      |
|                | Républicains modérés, Républicains | 11 347       | 10,54        | 1      |
|                | Républicains conservateurs         | 5 691        | 5,10         | 0      |
|                | Divers                             | 160          |              | 0      |
|                |                                    |              |              |        |
| Inscrits       | Inscrits                           | 136 788      | 100,00       | 6      |
| Votants        | Votants                            | 108 264      | 79,15        |        |
| Abstentions    | Abstentions                        | 28 524       | 20,85        |        |
| Blancs et nuls | Blancs et nuls                     | 627          | 0,58         |        |
| Exprimés       | Exprimés                           | 107 637      | 99,42        |        |

## Résultats par arrondissement

### Arrondissement de Béziers

#### 1recirconscription
| Candidat       | Candidat       | Parti                     | Premier tour | Premier tour |
| Candidat       | Candidat       | Parti                     | Voix         | %            |
| -------------- | -------------- | ------------------------- | ------------ | ------------ |
|                | Émile Vernhes  | Républicain intransigeant | 9 876        | 55,60        |
|                | Mirepoix       | Bonapartiste              | 7 816        | 44,01        |
|                | Divers         | Divers                    | 69           | 0,39         |
|                |                |                           |              |              |
| Inscrits       | Inscrits       | Inscrits                  | 23 631       | 100,00       |
| Votants        | Votants        | Votants                   | 17 810       | 75,37        |
| Abstention     | Abstention     | Abstention                | 5 821        | 24,63        |
| Blancs et nuls | Blancs et nuls | Blancs et nuls            | 49           | 0,28         |
| Exprimés       | Exprimés       | Exprimés                  | 17 761       | 99,72        |

#### 2ecirconscription
| Candidat       | Candidat           | Parti              | Premier tour | Premier tour |
| Candidat       | Candidat           | Parti              | Voix         | %            |
| -------------- | ------------------ | ------------------ | ------------ | ------------ |
|                | Paul Devès         | Républicain modéré | 11 347       | 54,21        |
|                | Félix de Las Cases | Bonapartiste       | 9 552        | 45,64        |
|                | Divers             | Divers             | 32           | 0,15         |
|                |                    |                    |              |              |
| Inscrits       | Inscrits           | Inscrits           | 26 684       | 100,00       |
| Votants        | Votants            | Votants            | 21 056       | 78,91        |
| Abstention     | Abstention         | Abstention         | 5 628        | 21,09        |
| Blancs et nuls | Blancs et nuls     | Blancs et nuls     | 125          | 0,59         |
| Exprimés       | Exprimés           | Exprimés           | 20 931       | 99,41        |

### Arrondissement de Lodève
| Candidat       | Candidat       | Parti               | Premier tour | Premier tour |
| Candidat       | Candidat       | Parti               | Voix         | %            |
| -------------- | -------------- | ------------------- | ------------ | ------------ |
|                | Léon Vitalis   | Orléaniste          | 7 607        | 50,76        |
|                | Eugène Arrazat | Républicain radical | 7 344        | 49,01        |
|                | Divers         | Divers              | 35           | 0,23         |
|                |                |                     |              |              |
| Inscrits       | Inscrits       | Inscrits            | 18 139       | 100,00       |
| Votants        | Votants        | Votants             | 15 066       | 83,06        |
| Abstention     | Abstention     | Abstention          | 3 073        | 16,94        |
| Blancs et nuls | Blancs et nuls | Blancs et nuls      | 80           | 0,53         |
| Exprimés       | Exprimés       | Exprimés            | 14 986       | 99,47        |

L'élection est invalidée par la Chambre le 31 mai 1878. Une élection partielle a lieu.

### Arrondissement de Montpellier

#### 1recirconscription
| Candidat       | Candidat           | Parti                     | Premier tour, | Premier tour, |
| Candidat       | Candidat           | Parti                     | Voix          | %             |
| -------------- | ------------------ | ------------------------- | ------------- | ------------- |
|                | Paul Ménard-Dorian | Républicain intransigeant | 12 233        | 61,63         |
|                | De Montvaillant    | Légitimiste               | 7 611         | 38,34         |
|                | Divers             | Divers                    | 6             | 0,03          |
|                |                    |                           |               |               |
| Inscrits       | Inscrits           | Inscrits                  | 25 930        | 100,00        |
| Votants        | Votants            | Votants                   | 19 926        | 76,85         |
| Abstention     | Abstention         | Abstention                | 6 004         | 23,15         |
| Blancs et nuls | Blancs et nuls     | Blancs et nuls            | 77            | 0,38          |
| Exprimés       | Exprimés           | Exprimés                  | 19 850        | 99,62         |

#### 2ecirconscription
| Candidat       | Candidat        | Parti               | Premier tour | Premier tour |
| Candidat       | Candidat        | Parti               | Voix         | %            |
| -------------- | --------------- | ------------------- | ------------ | ------------ |
|                | Eugène Lisbonne | Républicain radical | 11 845       | 54,09        |
|                | A. Dubois       | Légitimiste         | 10 055       | 45,91        |
|                |                 |                     |              |              |
| Inscrits       | Inscrits        | Inscrits            | 27 126       | 100,00       |
| Votants        | Votants         | Votants             | 22 175       | 81,75        |
| Abstention     | Abstention      | Abstention          | 4 951        | 18,25        |
| Blancs et nuls | Blancs et nuls  | Blancs et nuls      | 275          | 1,24         |
| Exprimés       | Exprimés        | Exprimés            | 21 900       | 98,76        |

### Arrondissement de Saint-Pons
| Candidat       | Candidat        | Parti                     | Premier tour | Premier tour |
| Candidat       | Candidat        | Parti                     | Voix         | %            |
| -------------- | --------------- | ------------------------- | ------------ | ------------ |
|                | Joseph Fourcade | Orléaniste                | 6 280        | 51,44        |
|                | Louis Agniel    | Républicain conservateur  | 5 691        | 46,61        |
|                | Hercule Rouanet | Républicain intransigeant | 220          | 1,80         |
|                | Divers          | Divers                    | 18           | 0,15         |
|                |                 |                           |              |              |
| Inscrits       | Inscrits        | Inscrits                  | 15 278       | 100,00       |
| Votants        | Votants         | Votants                   | 12 231       | 80,06        |
| Abstention     | Abstention      | Abstention                | 3 047        | 19,94        |
| Blancs et nuls | Blancs et nuls  | Blancs et nuls            | 22           | 0,18         |
| Exprimés       | Exprimés        | Exprimés                  | 12 209       | 99,82        |

L'élection est invalidée par la Chambre le 17 mai 1878. Une élection partielle a lieu.